# 張遵 (三國)

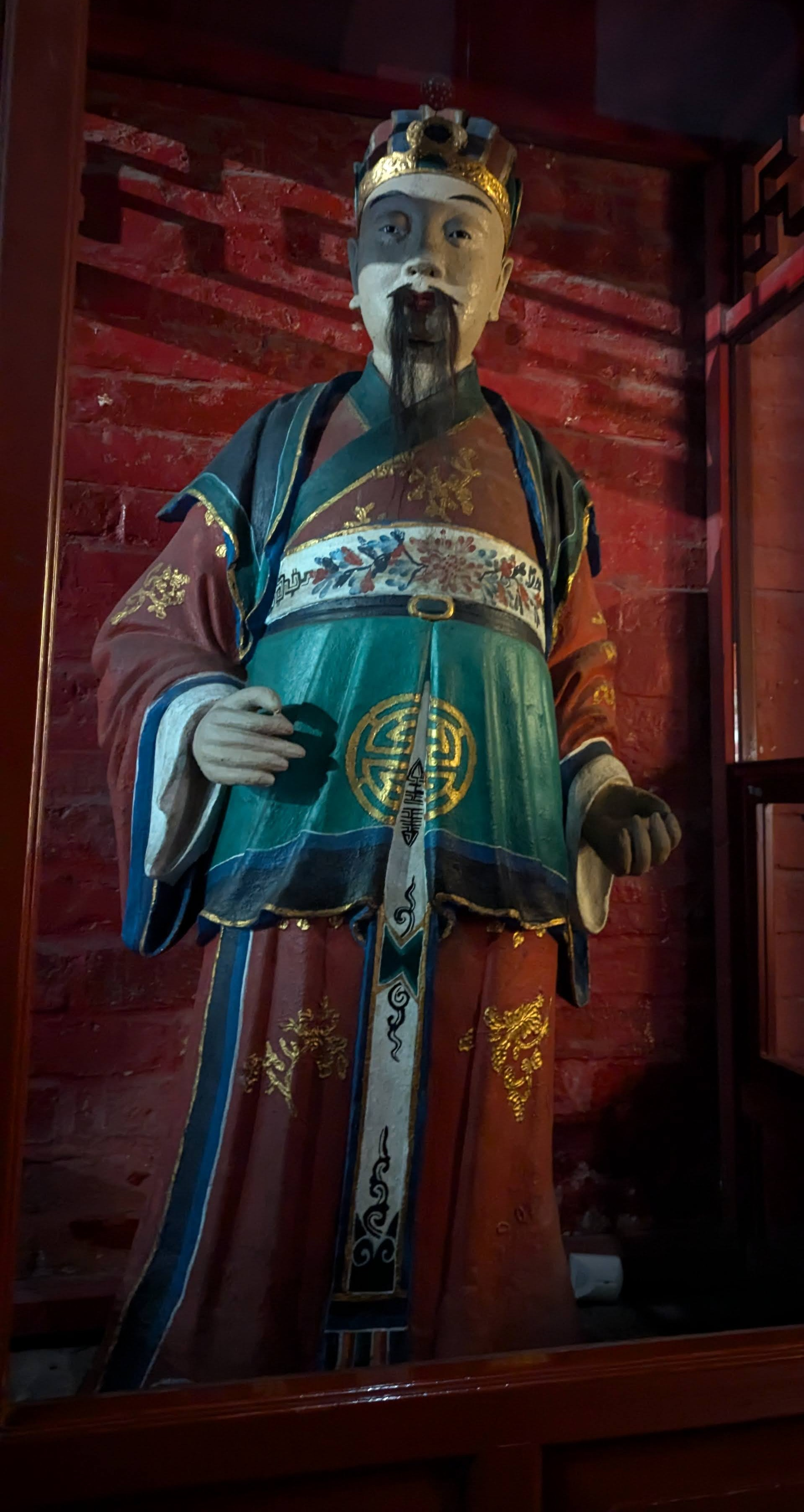
成都武侯祠張遵像

張遵（？—263年），是三国時代蜀漢的政治家。張飛之孫、張苞之子、張紹之姪。
他身為皇室的外戚，在劉禪任內官至尚書。
景耀六年（263年），魏將鄧艾攻入蜀國，張遵在行都護衛將軍諸葛瞻麾下防守绵竹关，诸葛瞻阵亡之后在与同僚黄崇、李球等人对抗鄧艾旗下鄧忠、師纂时被俘斩首。